# Pa de mort

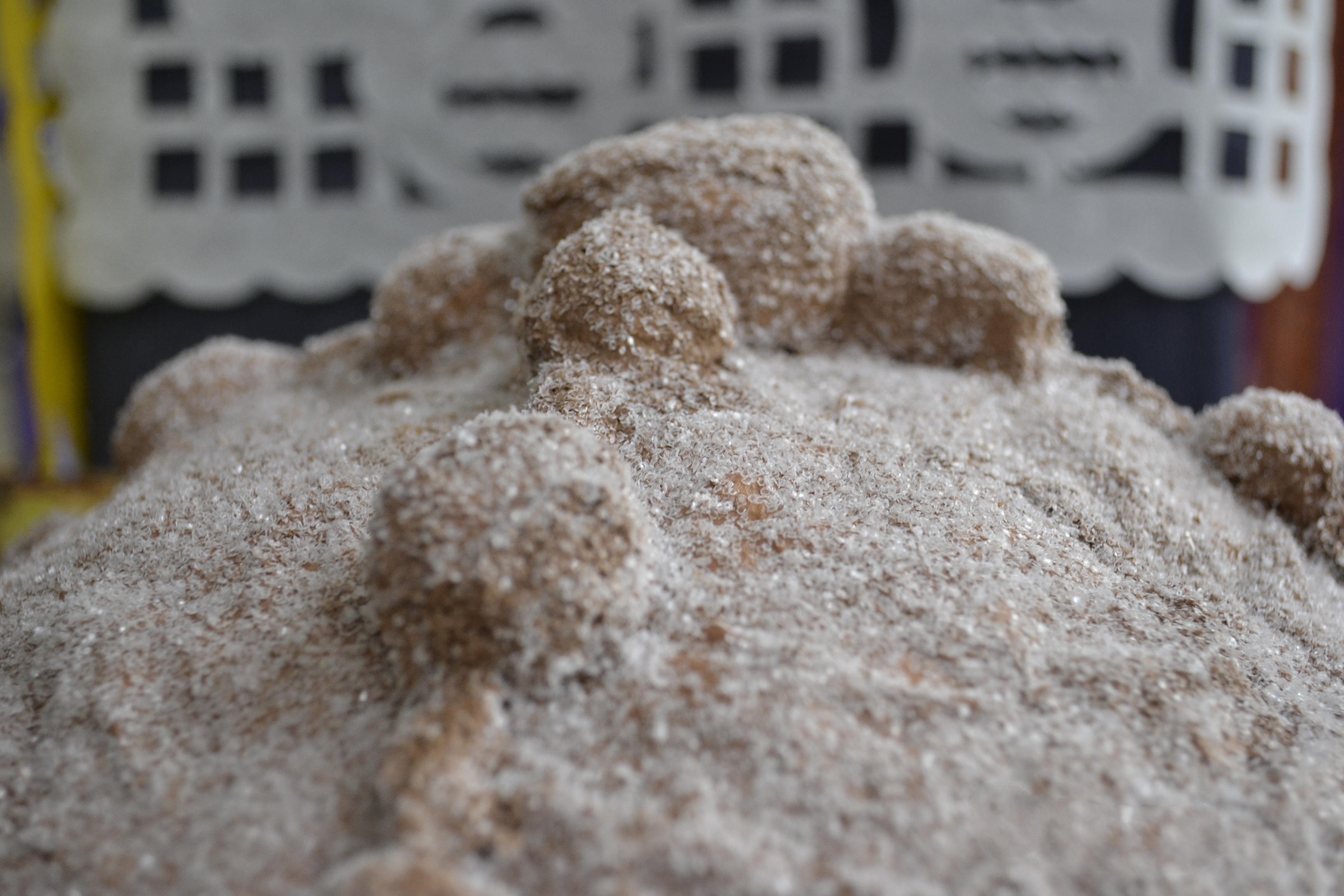
Massa ensucrada del Pa de mort mexicà

El Pa de mort mexicà, Pan de muerto, pan de los muertos o dead bread als Estats Units, és un tipus de rotlle dolç que es fa tradicionalment a Mèxic durant les setmanes anteriors a la celebració del Día de Muertos, (1 i 2 de novembre). És una mena de pa tou endolcit que sovint està decorat amb troços allargats ensucrats amb la forma de falanges de dits. Els ossos representen els difunts i també representen les llàgrimes de la deessa Chimalma. Els ossos es disposen en un cercle que representa el cercle de la vida. A la part de dalt del pa de mort hi ha sucre. Sovint s'hi afegeix llavors d'anís. o aigua de taronja.